# John Robinson (Politiker)

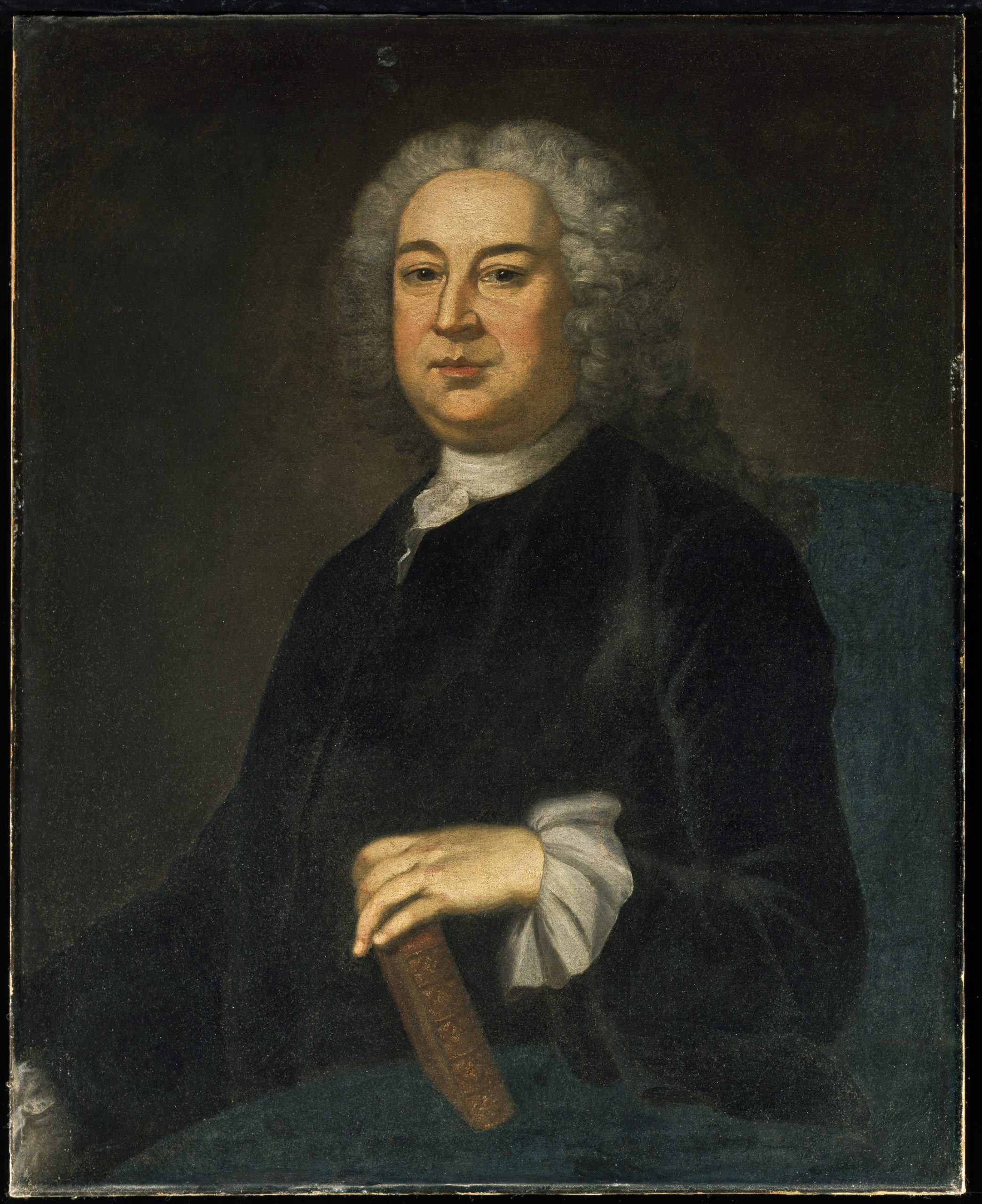
John Robinson

John Robinson (* 3. Februar 1704 oder 1705 im Middlesex County, Virginia; † 11. Mai 1766 im King and Queen County, Virginia) war ein britisch-amerikanischer Politiker. Von 1738 bis zu seinem Tode war er Speaker und damit in Personalunion Treasurer der Colony of Virginia. 

## Leben
Robinsons Eltern waren John Robinson und dessen erste Frau Catherine Beverley Robinson. Beide entstammten wohlhabenden und einflussreichen virginischen Familien. John Robinson besuchte das College of William and Mary und studierte wahrscheinlich Rechtswissenschaften. Robinson war dreimal verheiratet. Seine erste Ehe schloss er am 8. November 1723 mit Mary Storey; sie starb einige Jahre nach Eheschließung. Später heiratete er Lucy Moore († nach 1743) und im Dezember 1759 Susanna Chiswell. Seine beiden Söhne starben im Kindesalter.
Robinson wurde ins House of Burgesses gewählt und trat seinen Posten zum 1. Februar 1728 an. Schnell gelangte er mit Hilfe seines gut gestellten Elternhauses zu politischem Einfluss und wurde Ende 1738 nach einer Kampfabstimmung zum Speaker gewählt. Dieses Amt verteidigte er bis zu seinem Tod 1766. Gleichzeitig übte er wie damals üblich auch das Amt des Treasurer aus, was ihm das Amt als Speaker finanzieren sollte. Als solcher wurde er auch dank seiner immensen Popularität einer der einflussreichsten Politiker der gesamten Colony of Virginia, besetzte Spitzenposten mit seinen Verbündeten und griff in legislative Debatten ein. Seine Präsenz im House of Burgesses überstieg laut einigen Zeitgenossen die der Speaker des britischen House of Commons. Während er zum Lieutenant Governor William Gooch noch eine gute Beziehung pflegen konnte, kam es zu Konflikten mit einem seiner Nachfolger, Robert Dinwiddie. Deshalb übertrug das House of Burgesses nicht ihm die Kontrolle über die Gelder zur Finanzierung des Siebenjährigen Krieges (French and Indian Wars), sondern einem Komitee unter Robinson. Dadurch kam es öfters zu größeren Verzögerungen, da ein Quorum nicht zustande gebracht werden konnte. Ein Zeitgenosse beschwerte sich, öffentliche Angelegenheiten „warteten auf die Bequemlichkeit der Hohen Regierungstiere“ (englisch waite [sic] the Conveniency of the Grandees of Government), laut dem Historiker Brent Tarter eine zutreffende Beschreibung damaliger politischer Verhältnisse in Virginia. Oftmals waren Dispute um Land oder Familienzugehörigkeit die Anlässe für Parteizugehörigkeit. Dinwiddie erreichte deshalb in London die erzwungene Ämtertrennung von Speaker und Treasurer. Sein Nachfolger Francis Fauquier folgte dieser Entscheidung jedoch nicht, da er die Unterstützung Robinsons benötigte.
Gegen Ende seines Lebens verlor Robinson aufgrund zweier Kontroversen an Ansehen. Die erste betraf den in den 13 Kolonien unpopulären Stamp Act, einer vom britischen Parlament verabschiedeten Steuer. Diese wurde vom jungen Patrick Henry aufs schwerste kritisiert, weshalb er dem House of Burgesses sieben Beschlüsse gegen das Gesetz vorschlug. Als er einen Vorwurf der Tyrannei gegen König Georg III. erhob, beschuldigte ihn Robinson des Verrats. Zwar verabschiedete man fünf der Beschlüsse, doch revidierte Robinson den schwerwiegendsten, nachdem Henry die Sitzung verlassen hatte. Fauquier versprach sich von Robinson, den Aufruhr in der Bevölkerung über die neuen Steuern zu bändigen.
Die zweite Kontroverse war ein erst nach seinem Tod enthüllter Korruptionsskandal. Infolge des Siebenjährigen Krieges waren sowohl der Staat als auch viele angesehene Pflanzer hoch verschuldet. Robinson, selbst nach wie vor ein wohlhabender Mann, nutzte seine Position als Treasurer aus und veruntreute die Staatskassen, um mehrere hoch gestellte Familien vor dem finanziellen Ruin zu bewahren. Dadurch band er sie politisch an sich. Die Kredite wurden oft in Form von während des Krieges emittiertem Papiergeld gewährt, das der Treasurer eigentlich hätte vernichten müssen. Nachdem er in der Nacht vom 10. auf den 11. Mai 1766 vermutlich an Nierensteinen gestorben war, bekundeten die Zeitungen zunächst Trauer um das Ableben des Staatsmanns. Untersuchungen im Dezember dieses Jahres enthüllten jedoch, dass Robinson die Kolonie mit mehr als 100.000 £ Schulden hinterließ, inflationsbereinigt heute ein Millionenbetrag, dem größten Finanzskandal der Geschichte der Kolonie. Robert Carter Nicholas Sr., geschäftsführender Treasurer nach Robinsons Tod, machte diese Umstände öffentlich und warf seinem Vorgänger Verbrechen und Unmoral vor. Trotzdem wurde Robinson verteidigt, da er die virginische Wirtschaft vorübergehend durch Kredite wiederbelebt hatte. Seinem Testamentsvollstrecker gelang es erst 1781, als die Inflation in den Vereinigten Staaten aufgrund des Unabhängigkeitskriegs einen Höhepunkt erreicht hatte, seine Schulden an den Staat abzubezahlen. Weitere Gerichtsfälle um den Skandal wurden erst 50 Jahre nach seinem Tod beendet. Zwar konnte Robinsons Freund Peyton Randolph sich noch gegen zwei seiner schärfsten Kritiker – Richard Henry Lee und Richard Bland – in der Wahl zum Speaker durchsetzen, doch wurden die Ämter des Speakers und Treasurers fortan getrennt. Von nun an erhielt der Speaker zur Finanzierung seines Amtes eine Diät. Nicholas behielt das Amt des Treasurers. Im Zuge der Affäre verloren die alten aristokratischen Kräfte Virginias an Macht, die sie immer mehr mit Dissenters und späteren Patrioten teilen mussten.